# Um Krone und Peitsche
Pour plus de détails, voir Fiche technique et Distribution.
Um Krone und Peitsche (en français, La Couronne et le Fouet) est un film allemand réalisé par Georg Bluen et Fern Andra sorti en 1919.

## Synopsis
Un jour, une cavalière de cirque, rencontre le comte von Wallenberg et tous deux tombent amoureux l'un de l'autre. Quand il devient majeur, Egon lui demande sa main. Elle accepte sa demande et les deux se marient. La cavalière de cirque enjouée et à l'esprit libre, embarrassée par aucune parole ouverte, est bientôt une épine dans le pied de sa belle-mère attachée aux valeurs de noblesse. La vieille femme commence à intriguer.
Bientôt les intrigues vont réussir. Alors qu'Egon va s'engager dans un duel non autorisé dans une forteresse, elle le quitte. La jeune femme retourne au cirque et reprend son ancien métier. De retour chez lui, Egon est profondément attristé par le fait que sa femme l'a quitté. Sa mère décide maintenant de réunir à nouveau Egon et sa princesse du cirque.

## Fiche technique
- Titre : Um Krone und Peitsche
- Réalisation : Fern Andra, Georg Bluen
- Scénario : Fern Andra d'après Jean Kolzer
- Producteur : Georg Bluen
- Société de production : Fern Andra-Film
- Société de distribution : Fern Andra-Film
- Pays d'origine :  République de Weimar
- Langue : allemand
- Format : Noir et blanc - 1,33:1 - 35 mm
- Genre : Drame
- Durée : 109 minutes
- Dates de sortie :
  -  République de Weimar : 1er janvier 1919.

## Distribution
- Fern Andra : la cavalière de cirque
- Josef Peterhans : le comte Egon von Wallenberg
- Olga Engl
- Alice König
- Vera Fischer
- Rudolf Hilberg
- Reinhold Schünzel
- Wilhelm Diegelmann

## Source de la traduction
- (de) Cet article est partiellement ou en totalité issu de l’article de Wikipédia en allemand intitulé « Um Krone und Peitsche » (voir la liste des auteurs).